# 마녀의 법정
《마녀의 법정》은 2017년 10월 9일 ~ 2017년 11월 28일 종영 된 KBS 2TV 월화 드라마이다.

## 줄거리
출세 고속도로 위 무한 직진 중 뜻밖의 사건에 휘말려 강제 유턴 당한 에이스 독종마녀 검사 마이듬과 의사 가운 대신 법복을 선택한 본투비 훈남 초임검사 여진욱이 여성아동범죄전담부에서 앙숙 콤비로 수사를 펼치며 추악한 강력 범죄 사건을 과감히 해결해 나가는 법정 추리 수사극.

## 등장 인물

### 주요 인물
- 정려원 : 마이듬(10세 → 32세) 역 (아역 이레, 노정의) - 여성학자 출신 7년차 에이스 검사
- 윤현민 : 여진욱(34세) 역 (19세 지민혁) - 소아청소년정신과 의사 출신 초임 검사
- 전광렬 : 조갑수(30대 → 50대) 역 - 국회의원 출신 형제로펌 고문이사
- 김여진 : 민지숙(20대 → 40대) 역 - 여성아동범죄 전담부 부장검사

### 여성아동범죄 전담부 사람들
- 전익령 : 장은정(30대) 역 - 수석검사
- 최리 : 서유리(20대) 역 - 수습검사
- 김재화 : 손미영(30대 중반) 역 - 계장
- 윤경호 : 구석찬(30대) 역 - 계장

### 형제로펌 사람들
- 허성태 : 백상호(20대 → 40대) 역 - 조갑수의 비서실장
- 김민서 : 허윤경(30대) 역 - 에이스 변호사

### 가족들
- 이일화 : 곽영실(30대 중반 → ?) 역 - 마이듬의 어머니
- 송채윤 : 장유미(10대 → 30대) 역 (아역 이예선, 이지은) - 마이듬의 20년 단짝 친구

### 그 외
- 전미선 : 고재숙 역 - 여진욱의 어머니, 의사
- 전배수 : 검찰청 형사2부 부장검사 오수철 역
- 정재광 : 윤 검사 역
- 김상일 : 조갑수의 성고문 혐의 사건담당 변호사 역
- 강동엽 : 이도진 역
- 박승태 : 장유미의 할머니 역
- 김민채
- 전운종
- 엄지만 : 민지숙 검사 소속 수사관 역
- 신난애
- 정병호 : 징계위원회 위원 역
- 손선근 : 징계위원회 위원장 역
- 권혁수
- 이아진 : 약사 역
- 김지은
- 정영준
- 강필선
- 윤지희
- 한재웅
- 조서연 : 함세나 역
- 권예은 : 강여숙 역 - 한정미 기자의 딸
- 이주영 : 우정미 판사 역
- 마민희
- 이동희
- 좌채원
- 최교식
- 서윤혁 : 5세 당시의 손준서 역 - 장은정의 아들
- 서은율 : 8세 당시의 손준서 역 - 장은정의 아들
- 김영선
- 강정구
- 강민정
- 남상란
- 김윤배 : 동거인 역
- 임재근
- 최윤빈
- 정윤지
- 차용학 : 김형수 역 - 영파시 대변인
- 임아영
- 남경읍 : 안서필 회장 역
- 박용 : 재판장 역
- 최욱
- 김기현
- 정구민
- 김남호
- 홍서준 : 김문성 역 - 영파시장 후보
- 권혁
- 김경민
- 김가영
- 이재우
- 이인아
- 김성훈
- 이승준
- 염지혜
- 감례인 : 스파이 역
- 서상원
- 정영도
- 강주희
- 김현임
- 최고 : 영웅 역
- 조우리 : 진연희 역 - 진설희의 동생
- 김권 : 백민호 역 - 백상호의 동생
- 김가영
- 강문경
- 김수복
- 안수빈
- 이재은
- 박세진 : 진설희 역
- 이현규
- 정한진
- 서주희 : 최경자 역 - 수간호사
- 최화영
- 박혁민
- 진현광 : 태규 변호사 역
- 조춘호
- 고진호 : 경찰 역
- 김익태 : 한국대 총장 김우경 역
- 김정수 : 박명회 국무총리 역
- 이승준
- 유일환
- 공윤찬
- 이태검
- 홍승범
- 이익준 : 철영 역 - 조갑수의 하수인
- 김지은 : 안회장 비서 역

### 우정출연
- 정희태 : 세나의 아빠, 형사 역
- 채동현 : 박훈수 검사 역
- 이화룡 : 우 검사 역
- 주민하 : 중앙일보 한정미 기자 역

### 특별출연
- 강경헌 : 선혜영 교수 역
- 장정연 : 남우성 조교 역
- 서진원 : 부동산 중개업자 역
- 임강성 : 윤민주 역 - 남우성 조교 친구
- 강상원 : 김상균 역 - 몰카범
- 김혜지 : 송가영 역 - 몰카 피해자
- 신재훈 : 지하철 몰카범 창수 역
- 조이현 : 창수의 아들 역
- 이문정 : 오민정 역 - 몰카 피해자
- 이명행 : 최현태 역
- 강은진 : 윤정애 역 - 아름이 엄마
- 정인서 : 윤아름 역 (아역 고나희)
- 이정헌 : 허정엽 역 - 영파시장 후보
- 백철민 : 안태규 역 - 안서필 회장의 막내아들
- 박소영 : 공수아 역 - 조건만남 녀
- 김기무 : 포주 장어 역 - 조건 만남
- 채빈 : 현지수 역 - 조건 만남 녀
- 남정희 : 공수아의 할머니 역
- 이신성 : 이상현 역 - 파티쉐
- 손담비 : 양유진 역 - 포토그래퍼
- 안우연 : 대리운전기사 역
- 이채경 : 홍선화 역
- 조재완 : 홍선화의 남편 역
- 권용현 : 젊은 김형수 역
- 박두식 : 김동식 역 - 킹덤 직원
- 태원석 : 최용운 역 - 킹덤 직원
- 전노민 : 송차장 역 - 중앙지검 차장검사
- 임창정 : 조사받는 남자 역

## 촬영지
- 뚝섬한강공원 인공암벽

## 시청률
최저 시청률과 최고 시청률은 시청률 조사회사와 지역별로 시청률에 차이가 있을 수 있습니다.
| 2017년      | 2017년      | 2017년         | 2017년       | 2017년         | 2017년       |
| 회차        | 방송일      | TNmS 시청률    | TNmS 시청률  | AGB 시청률     | AGB 시청률   |
| 회차        | 방송일      | 대한민국(전국) | 서울(수도권) | 대한민국(전국) | 서울(수도권) |
| ----------- | ----------- | -------------- | ------------ | -------------- | ------------ |
| 제1회       | 10월 9일    | 6.5%           | 6.9%         | 6.6%           | 7.0%         |
| 제2회       | 10월 10일   | 7.6%           | 7.8%         | 9.5%           | 9.6%         |
| 제3회       | 10월 16일   | 8.1%           | 9.0%         | 9.1%           | 8.6%         |
| 제4회       | 10월 17일   | 10.9%          | 10.4%        | 12.3%          | 12.7%        |
| 제5회       | 10월 23일   | 8.5%           | 9.4%         | 10.2%          | 10.6%        |
| 제6회       | 10월 24일   | 9.6%           | 10.8%        | 11.0%          | 11.3%        |
| 제7회       | 10월 30일   | 7.5%           | 7.8%         | 7.6%           | 7.7%         |
| 제8회       | 10월 31일   | 9.4%           | 10.6%        | 9.3%           | 9.1%         |
| 제9회       | 11월 6일    | 8.7%           | 9.1%         | 10.1%          | 10.3%        |
| 제10회      | 11월 7일    | 11.1%          | 12.4%        | 11.4%          | 11.9%        |
| 제11회      | 11월 13일   | 9.3%           | 10.8%        | 10.5%          | 10.5%        |
| 제12회      | 11월 14일   | 11.2%          | 12.3%        | 11.9%          | 12.3%        |
| 제13회      | 11월 20일   | 9.4%           | 9.8%         | 10.9%          | 10.6%        |
| 제14회      | 11월 21일   | 11.9%          | 12.0%        | 12.6%          | 12.3%        |
| 제15회      | 11월 27일   | 9.9%           | 10.2%        | 11.9%          | 11.9%        |
| 제16회      | 11월 28일   | 12.0%          | 12.6%        | 14.3%          | 14.1%        |
| 평균 시청률 | 평균 시청률 | 9.5%           | 10.1%        | 10.6%          | 10.7%        |

## 동시간대 드라마
- MBC 월화드라마

《20세기 소년소녀》 : 2017년 10월 9일 ~ 2017년 11월 28일
《투깝스》 : 2017년 11월 27일 ~ 2018년 1월 16일
- SBS 월화드라마

《사랑의 온도》 : 2017년 9월 18일 ~ 2017년 11월 21일
《의문의 일승》 : 2017년 11월 27일 ~ 2018년 1월 30일

## 참고 사항
- KBS 드라마본부의 황의경 기획 팀장의 인터뷰에서, "기획 단게에서, 연쇄 살인이나 기업 간의 비리 등이 주류를 이뤘던 기존 범죄 수사물과는 달리, 여성아동범죄전담부를 근거지로 하여, 사회적 약자인 여성과 아동을 대상으로 하는 성범죄 사건을 현실성 있게 집중적으로 조명하는 만큼, 안전 불감증에 빠진 현대 사회의 추악한 이면을 진지하게 바라보기 위해, 모든 계층이 누구나 지켜볼 수 있는 미스터리 법정 드라마로 방향을 잡았다"라고 덧붙였다.[3]
- 본 드라마는 여성가족부의 제작 지원으로 기획한 작품이다.

## 수상 경력
- 2017년 KBS 연기대상 여자 최우수상 정려원
- 2017년 KBS 연기대상 여자 조연상 이일화
- 2017년 KBS 연기대상 베스트 커플상 정려원 & 윤현민
- 2017년 KBS 연기대상 여자 청소년 연기상 이레

## 같이 보기
- 대한민국의 텔레비전 드라마 목록 (ㅁ)
- 2017년 대한민국의 텔레비전 드라마 목록